# Trois Vallées

Blick ins Vallée des Belleville vom Gipfel des Cime de Caron

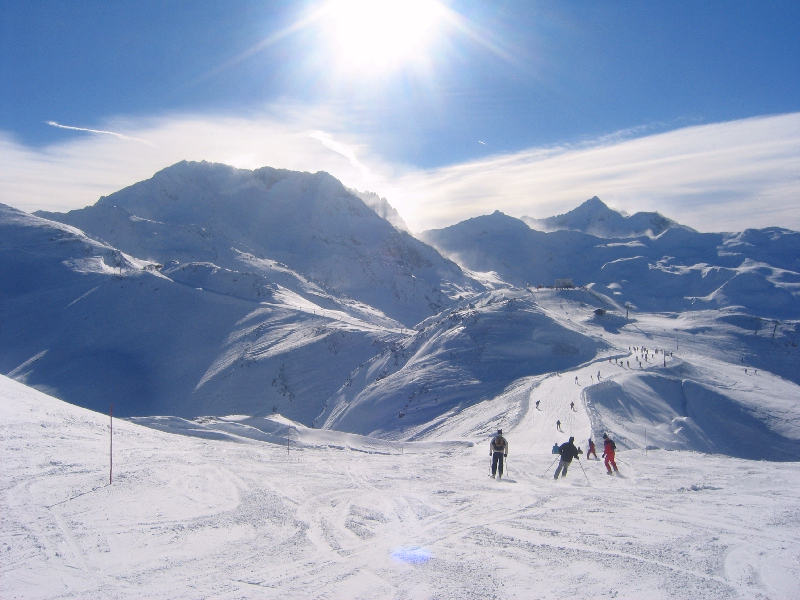
Skifahrer in Val Thorens

Trois Vallées ist der Name eines französischen Skigebiets in Savoyen in den französischen Alpen südlich von Moûtiers und Albertville. Es handelt sich um eine Skischaukel zwischen drei Tälern (trois vallées), die Vallée des Belleville, die Vallée de Méribel und die Vallée de Courchevel; ferner sind auch Seilbahnen aus dem Vallée de Bozel sowie dem Maurienne-Tal vorhanden. Damit sind die Skigebiete von Courchevel, Méribel, Val Thorens/Orelle und Les Menuires/Saint Martin lückenlos miteinander verbunden.
Mit über 180 Skiliften und rund 600 km Pisten ergibt sich nach eigenen Angaben das größte zusammenhängende Skigebiet der Welt. Die Skiverbünde Dolomiti Superski und Portes du Soleil umfassen zwar mehr Pistenkilometer, sind allerdings nicht zusammenhängend.
Am 29. Dezember 2013 erlitt der ehemalige Formel-1-Rennfahrer Michael Schumacher einen schweren Skiunfall mit Kopfverletzungen in Méribel.